# Joan II de Liechtenstein

Joan II de Liechtenstein (en alemany: Johann II von und zu Liechtenstein) (Lednice, Regne de Bohèmia, 5 d'octubre de 1840 - Valtice, Txecoslovàquia, 11 de febrer de 1929) va ser Príncep de Liechtenstein entre 1858 i 1929. Era fill del príncep Lluís II de Liechtenstein i de la seva dona, la comtessa Francesca de Paula Kinsky de Wchinitz i Tettau.
El seu regnat és considerat el segon més llarg de la història mundial, i el més llarg en ús de raó i capacitat, arribant a celebrar el 70è aniversari del seu ascens al tron. Només ha estat superat per Lluís XIV de França, de manera titular, ja que quan aquest va pujar al tron només tenia quatre anys, mentre que Joan II en tenia divuit.
Joan II mai es va casar. El seu successor va ser el seu germà petit, Francesc I.
| Precedit per: Lluís II | Príncep de Liechtenstein 1858 - 1929 | Succeït per: Francesc I |